# Simulium ramulosum
Simulium ramulosum es una especie de insecto del género Simulium, familia Simuliidae, orden Diptera.
Fue descrita científicamente por Chen, 2000.